# Marlon Stöckinger

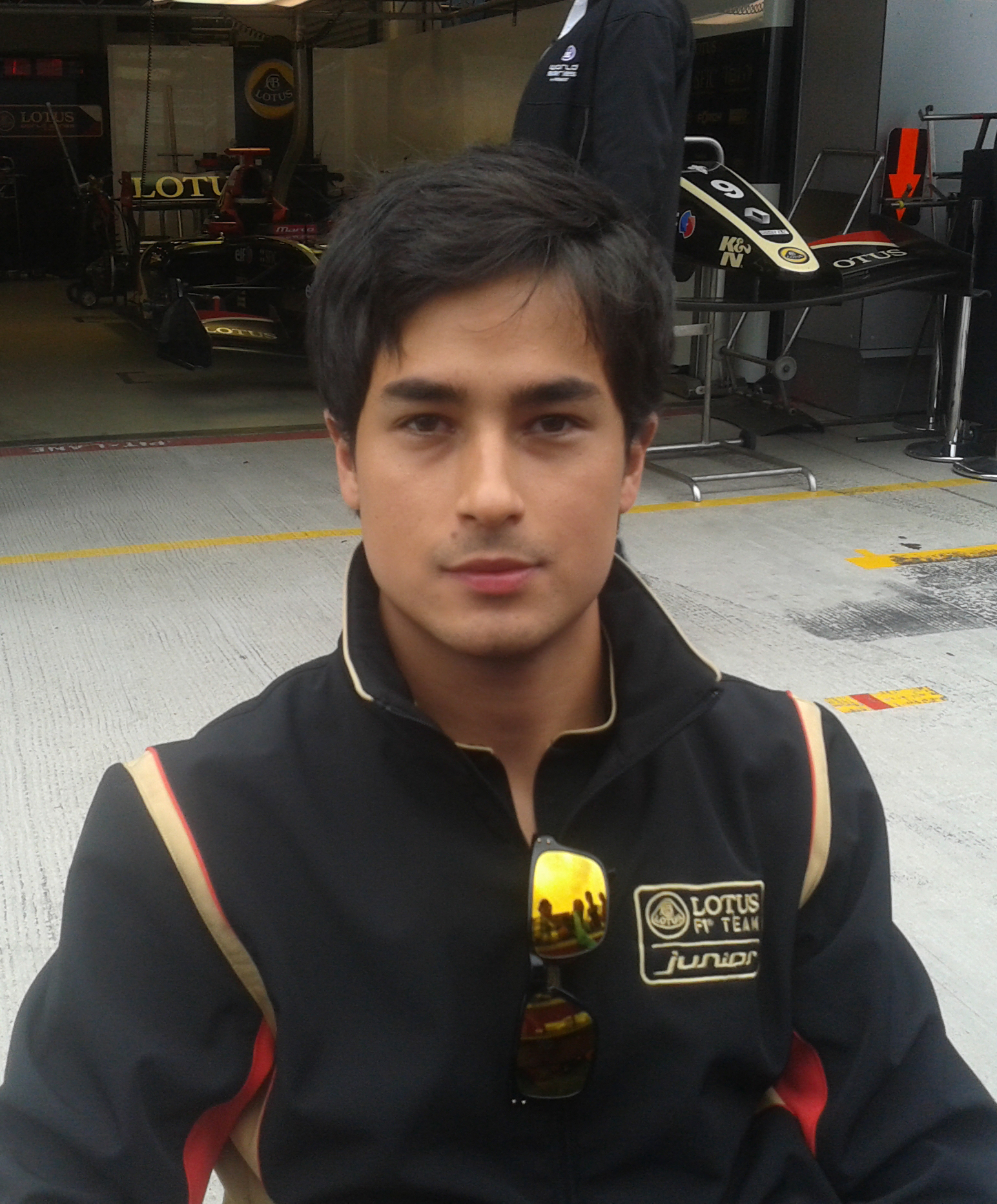
Marlon Stöckinger (2013)

Marlon Alexander Stöckinger (* 4. April 1991 in Manila) ist ein schweizerisch-philippinischer Automobilrennfahrer. Er ist der erste Philippiner, der ein europäisches Formelsportrennen gewann. 2015 startete er in der GP2-Serie.

## Karriere
Stöckinger begann seine Motorsportkarriere 2001 im Alter von zehn Jahren im Kartsport und blieb bis 2007 in dieser Sportart aktiv. Unter anderem gewann er 2006 die asiatische Kartmeisterschaft. 2008 wechselte er in den Formelsport und startete für Eurasia Motorsport in der pazifischen Formel BMW. Mit einer Podest-Platzierung wurde er als bester Pilot seines Teams Achter in der Meisterschaft. Außerdem nahm er als Gaststarter für EuroInternational an sechs Rennen der europäischen Formel BMW teil.
2009 wechselte Stöckinger komplett nach Europa und trat in der britischen Formel Renault an. Für das Hitech Junior Team startend belegte er den 25. Gesamtrang. Im anschließenden Wintercup der Serie wurde er mit einer Podest-Platzierung Fünfter. 2010 bestritt er seine zweite Saison in der britischen Formel Renault für sein Team, das sich in der Zwischenzeit in Atech Grand Prix umbenannt hatte. Auf dem Croft Circuit gelang es ihm sein erstes Rennen in der britischen Formel Renault zu gewinnen. Stöckinger wurde mit dem Sieg zum ersten Philippiner, der ein europäisches Formelsportrennen für sich entschied. Die Saison beendete er hinter seinen Teamkollegen Tamás Pál Kiss und Nick Yelloly auf dem achten Platz in der Fahrerwertung. Außerdem startete er als Gaststarter bei zwei Rennen im Formel Renault 2.0 Eurocup.
2011 ging Stöckinger für Atech CRS GP in der GP3-Serie an den Start. Er beendete die Saison punktelos auf dem 29. Gesamtrang. 2012 wechselte Stöckinger innerhalb der GP3-Serie zu Status Grand Prix. Bei Testfahrten im Winter hatte er Status-Teamchef Teddy Yip jr. von seinen Fähigkeiten überzeugt. Stöckinger gewann ein Rennen und schloss die Saison als bester Pilot seines Teams auf dem zehnten Meisterschaftsplatz ab.

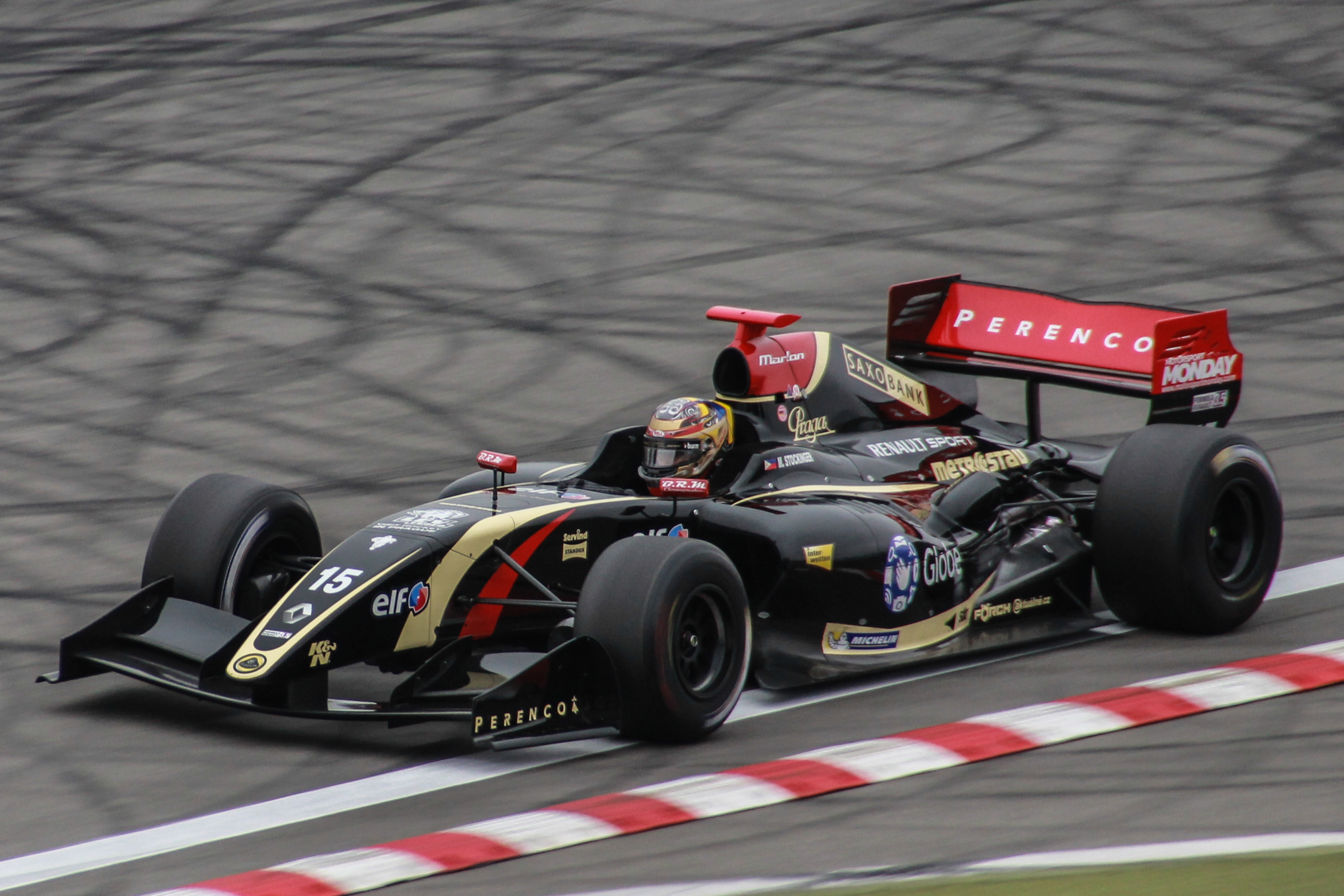
Marlon Stöckinger beim ersten Rennen der Formel Renault 3.5 auf dem Nürburgring 2014

2013 erhielt Stöckinger in der Formel Renault 3.5 ein Cockpit bei dem von Charouz Racing System betreuten Lotus-Rennstall. Mit zwei siebten Plätzen als beste Ergebnisse wurde er 18. in der Fahrerwertung. Teamintern unterlag er Marco Sørensen mit 23 zu 113 Punkten. 2014 blieb Stöckinger bei Lotus in der Formel Renault 3.5. Ihm gelangen zwei Podest-Platzierungen und er lag am Saisonende auf dem neunten Gesamtrang. Damit unterlag er intern Matthieu Vaxivière, der Achter wurde.
2015 wechselte Stöckinger in die GP2-Serie und kehrte zu Status Grand Prix zurück. Er blieb ohne Punkte und schloss die Saison auf dem 26. Meisterschaftsplatz ab. Darüber hinaus kehrte er für vier Rennwochenenden zu Lotus in die Formel Renault 3.5 zurück.

## Persönliches
Stöckinger wurde in Manila geboren. Sein Vater Tom Stöckinger ist ein Schweizer Geschäftsmann, seine Mutter Egin San Pedro eine Philippinerin.

## Statistik

### Karrierestationen
| - 2001–2007: Kartsport - 2008: Pazifische Formel BMW (Platz 8) - 2008: Portugiesische Formel Renault, Winterserie (Platz 27) - 2009: Britische Formel Renault (Platz 25) | - 2009: Britische Formel Renault, Winterserie (Platz 5) - 2010: Britische Formel Renault (Platz 8) - 2011: GP3-Serie (Platz 29) - 2012: GP3-Serie (Platz 10) | - 2013: Formel Renault 3.5 (Platz 18) - 2014: Formel Renault 3.5 (Platz 9) - 2015: GP2-Serie (Platz 26) - 2015: Formel Renault 3.5 (Platz 17) |

### Einzelergebnisse in der Formel Renault 3.5
| Jahr | Team  | 1   | 2   | 3   | 4   | 5   | 6   | 7   | 8   | 9   | 10  | 11  | 12  | 13  | 14  | 15  | 16  | 17  | Punkte | Rang |
| ---- | ----- | --- | --- | --- | --- | --- | --- | --- | --- | --- | --- | --- | --- | --- | --- | --- | --- | --- | ------ | ---- |
| 2013 | Lotus | MNZ | MNZ | ALC | ALC | MON | SPA | SPA | MOS | MOS | SPI | SPI | HUN | HUN | LEC | LEC | CAT | CAT | 23     | 18.  |
| 2013 | Lotus | 14  | 12  | 19  | DNS | DNF | 20  | 17  | 8   | 12  | 8   | 7   | 13  | 7   | 15  | 10  | DNF | 9   | 23     | 18.  |
| 2014 | Lotus | MNZ | MNZ | ALC | ALC | MON | SPA | SPA | MOS | MOS | NÜR | NÜR | HUN | HUN | LEC | LEC | JRZ | JRZ | 73     | 9.   |
| 2014 | Lotus | 14  | 2   | 4   | DNF | 11  | 9   | 11  | 7   | 11  | 5   | 3   | 15  | 14  | 6   | 13  | DNF | 9   | 73     | 9.   |
| 2015 | Lotus | ALC | ALC | MON | SPA | SPA | HUN | HUN | SPI | SPI | SIL | SIL | NÜR | NÜR | LMS | LMS | JRZ | JRZ | 14     | 17.  |
| 2015 | Lotus |     |     |     |     |     |     |     | DNF | 6   |     |     | 11  | 7   | 15  | 11  | 17  | 14  | 14     | 17.  |

### Einzelergebnisse in der GP2-Serie
| Jahr | Team              | 1   | 2   | 3   | 4   | 5   | 6   | 7   | 8   | 9   | 10  | 11  | 12  | 13  | 14  | 15  | 16  | 17  | 18  | 19  | 20  | 21  | 22  | Punkte | Rang |
| ---- | ----------------- | --- | --- | --- | --- | --- | --- | --- | --- | --- | --- | --- | --- | --- | --- | --- | --- | --- | --- | --- | --- | --- | --- | ------ | ---- |
| 2015 | Status Grand Prix | BRN | BRN | ESP | ESP | MON | MON | AUT | AUT | GBR | GBR | HUN | HUN | BEL | BEL | ITA | ITA | RUS | RUS | BRN | BRN | UAE | UAE | 0      | 26.  |
| 2015 | Status Grand Prix | 11  | 19  | DNF | 20  | 19  | 18  | 19  | 19  | 19  | 22  | 19  | 23  | 17  | 19  | DNF | 19  | DNF | DNF | 13  | 19  | 18  | C   | 0      | 26.  |